# مستصفرة الفصفصة
مستصفرة الفصفصة (الاسم العلمي: Xanthomonas alfalfae) هي نوع من البكتيريا يتبع جنس المستصفرة من الفصيلة المستصفرية.